# آلفا تک‌شاخ
آلفا تک‌شاخ یک ستاره است که در صورت فلکی تک‌شاخ قرار دارد.